# Gebrüder Grundmann
 Gebrüder Grundmann Ges.m.b.H. (GG, später GEGE)  war ein österreichisches Unternehmen mit Sitz in Herzogenburg. Es spezialisierte sich auf die Erzeugung von Schlössern. Das mehrmals umfirmierte Unternehmen wird heute in den Unternehmen der Kaba Gruppe sowie der Firma Rohrbacher Schlosswarenfabrik Wilh. Grundmann GmbH mit Sitz in Hainfeld und etwa den Marken WG und GEOS fortgeführt.

## Geschichte
1862 wurde die Firma durch den aus Danzig stammenden „Ersten Lokomotivführer“ der Kaiser Ferdinands-Nordbahn, Carl Grundmann, der auch der Lokführer dreier Kaiser und  erster deutschsprachiger Lokführer der Monarchie war, im Wiener Zweiten Bezirk gegründet.
Die ersten Jahre arbeitete der Firmengründer sowohl in der Schlosserei als auch als Lokführer. Sein Bestreben war, Schlossereiartikel nicht manuell, sondern industriell zu fertigen.
Daher arbeitete er neben seiner Tätigkeit als Lokführer seit der Firmengründung 1862 in einem Gartenhaus im Zweiten Wiener Bezirk unermüdlich und konnte durch die maschinelle Produktionsweise an der Weltausstellung 1873 teilnehmen. Bis zu diesem Zeitpunkt hatte er gemeinsam mit einem weiteren Lokführer bereits eine Million Schlösser erzeugt. Durch diesen Erfolg war er allerdings auch zu einer beträchtlichen Ausweitung der Produktionsstätten gezwungen, weshalb er diese 1875  nach Ossarn in eine stillgelegte Metallwarenfabrik der Firma Vollrath verlegte.
1880 konnte schließlich in Herzogenburg ein neues Fabriksgebäude an der Traisen bezogen werden, wo sich auch heute der Standort des Unternehmens befindet. Carl Grundmann selbst erlebte diesen Erfolg allerdings nicht mehr, da er ein Jahr vorher infolge Arbeitsüberlastung kaum 61-jährig verstorben war. Seine Söhne Wilhelm, Julius, August und Heinrich bauten das äußerst erfolgreiche Unternehmen weiter aus, das 1914 mit über 400 Beschäftigten der größte Schließwarenhersteller der Monarchie war.
1894 trennte sich Wilhelm Grundmann von seinen Brüdern und der bis dahin gemeinsamen Firma und gründete in Rohrbach an der Gölsen ein eigenes Unternehmen unter der Firma K.K. ausschl. priv. Rohrbacher Schlosserwarenfabrik Wilh. Grundmann. Dieses Unternehmen war ab 2000 unter dem Namen Grundmann Beschlagtechnik GmbH aktiv, bevor es 2014 in Rohrbacher Schlosswarenfabrik Wilh. Grundmann GmbH umbenannt wurde.
Eine Reihe von Patenten (Paderschloss) und Auszeichnungen (Österreichisches Staatswappen) begleiteten den Aufschwung des Unternehmens. Herzogenburg verdankt Grundmann die 1927 erfolgte Stadterhebung: Trotz der geringen Einwohnerzahl von 2800 beschloss nämlich der Landtag von Niederösterreich am 30. Juni 1927 Herzogenburg infolge seiner wirtschaftlichen Bedeutung zur Stadt zu erheben.
Nach dem Zweiten Weltkrieg stand die Firma unter der Leitung des eingeheirateten Zentraldirektors Nikolaus Bujas, der u. a. die Gießereiabteilung um eine Leichtmetallgießerei erweiterte. Zu dieser Zeit überschritt der Mitarbeiterstand  die Grenze von 1.000 Beschäftigten.
Das Türbeschlagsmodell 1000 Favorit (Türdrücker: tordierter Flügel aus eloxiertem Aluminium, Entwurf 1957 von Ernst Oskwarek) erreichte im Siedlungsbau der 1960er dominierende Verbreitung, ab den 1980ern ebenso das Modell 2000 WG, neusilber eloxiert, schlank flach, nicht chiral, ergonomisch mit Rille für den Zeigefinger und Schräge für den Daumen.
Im Jahr 1967 erhielt das Unternehmen die Staatliche Auszeichnung und darf seither das Bundeswappen im Geschäftsverkehr verwenden.
1972 beteiligte sich der Schweizer Gießereikonzern Georg Fischer AG aus Schaffhausen an dem Unternehmen. Investitionen in den Folgejahren führten dazu, die Marktstellung der „Gebrüder Grundmann GmbH“ auszubauen und die Marke „GEGE“ international bekannt zu machen. Als weiterer Gesellschafter trat 1975 die Girozentrale in die Firma ein und teilte sich nach Austritt der Bujas-Gruppe die Eigenkapitalanteile am nach wie vor größten österreichischen Schlosserwarenhersteller.
1992 wurde der Bereich Schließtechnik ausgegliedert und firmierte in Folge unter dem Namen Grundmann Schließtechnik GmbH. Tochterunternehmen in England (Grundmann UK) und Schweden (Abax) wurden gegründet. Das Unternehmen wird im Rahmen der Kaba Gruppe fortgeführt und konnte 2012 sein 150-jähriges Bestandsjubiläum feiern.

## Auszeichnungen
- 1967 Staatliche Auszeichnung[3]
- 1986 Staatspreis Design  Grundmann Beschlagtechnik GmbH für eine Behindertenbeschlagsgarnitur
- 2012 Staatliche Auszeichnung  Grundmann Beschlagtechnik GmbH (Staatswappenträger)